# Oreodera wappesi
Oreodera wappesi är en skalbaggsart som beskrevs av Mccarty 2001. Oreodera wappesi ingår i släktet Oreodera och familjen långhorningar.
Artens utbredningsområde är Honduras. Inga underarter finns listade i Catalogue of Life.